# Tatjana Bösl
Tatjana Bösl (Feodòssia, Crimea, 22 de juny de 1971) és una artista alemanya especialitzada en la tècnica de l'aerografia.
Es va graduar a l’Escola d’Art Ajwazowski de Feodòssia i des del 1994 viu i treballa entre Alemanya i Espanya. Les seves primeres pintures murals es va fer a Mallorca i les van seguir exposicions puntuals a Costa de los Pinos.
El 2002 va començar a experimentar amb la tècnica de l'aerògraf en la seva pintura i seguidament es va llicenciar en disseny d’aerògrafs a l’Institut de Formació en Belles Arts i Artteràpia (IBKK) de Bochum, amb el professor Roland Kuck, entre d'altres. Després de graduar-se el 2006, va treballar gairebé exclusivament amb aquesta tècnica.
El 2006 Tatjana Bösl va obrir el seu propi estudi a Nuremberg, des del qual regularment imparteix cursos d'aerografia. Entre els seus clients s’inclouen particulars i grans empreses com ara Siemens, Puma o Nürnberger Versicherung. El 2011 va participar en el rodatge del programa The Checker, que emet DMAX.

## Exposicions
- 2001: Tatjana Bösl, primera exposició, Costa de los Pinos, Mallorca
- 2003: Tatjana Bösl, galeria IBKK, Bochum-Wattenscheid
- 2008: Tatjana Bösl i Georg Huber, Airbrush Fair, Schweinfurt
- 2009: Tatjana Bösl, Bikertreff, Nuremberg
- 2009: Tatjana Bösl i Georg Huber, Country and Trucker Festival, Interlaken, Suïssa